# Willard Mack
Willard Mack (18 de septiembre de 1873 – 18 de noviembre de 1934) fue un dramaturgo y actor y director cinematográfico de origen canadiense, activo en la época del cine mudo.

## Biografía
Su verdadero nombre era Charles Willard McLaughlin, y nació en Morrisburg, Ontario (Canadá). A temprana edad su familia se trasladó a Brooklyn, Nueva York, y a los dos años de edad se mudaron a Cedar Rapids, Iowa, donde McLaughlin acabó los estudios de la high school. Sus padres volvieron a Canadá, pero él fue a estudiar a la Universidad de Georgetown, en Washington, D. C., participando en obras teatrales estudiantiles. Adoptando el nombre artístico de Willard Mack, tras graduarse hizo durante unos años pequeños papeles, entre ellos algunos del repertorio de Shakespeare. Sin embargo, escribir guiones era lo que más le interesaba, y su segunda obra, In Wyoming, relativa a la Policía Montada del Noroeste, fue un éxito comercial y la base para su posterior film Nanette of the Wilds.
A lo largo de su vida, Mack volvió con frecuencia a Canadá. Algunas de sus otras obras, entre ellas Tiger Rose y The Scarlet Fox, se localizaban en el norte de Alberta. En 1914 debutó como actor en el circuito de Broadway con una pieza escrita por él. A lo largo de los siguientes catorce años escribiría veintidós producciones teatrales, actuando en diez de ellas y produciendo cuatro. Además, durante un tiempo dirigió una compañía de repertorio con la actriz Maude Leone. Mediados los años 1920 conoció a una aspirante a actriz teatral llamada Ruby Stevens, contratada como corista para su nueva obra. Mack preparó la interpretación de Stevens y reescribió parte de la obra para extender el papel de la actriz, convenciéndola además para que adoptara el nombre artístico de Barbara Stanwyck.
Durante su tiempo trabajando en Broadway, Mack empezó a escribir para el cine, y aunque actuó en quince películas y dirigió cuatro, él fue principalmente guionista cinematográfico. En un principio continuó trabajando en la costa este de los Estados Unidos, pero finalmente se mudó a Los Ángeles. Varias de sus obras teatrales fueron adaptadas al cine, escribiendo un total de más de setenta guiones cinematográficos. 
Iniciado en el cine mudo, su debut en el cine sonoro llegó como actor, director y coguionista en la cinta de 1929 Voice of the City. En 1933 dirigió What Price Innocence? y escribió y también dirigió Broadway to Hollywood, un musical sobre la vida de una familia de artistas de vodevil.
En 1913 se casó con la actriz Marjorie Rambeau. Divorciado en 1917, inmediatamente se casó con la actriz y bailarina Pauline Frederick, a quien había conocido un año antes mientras rodaban una película. Este matrimonio acabó en divorcio en 1919.
Willard Mack falleció en Brentwood, California (Estados Unidos), en 1934.

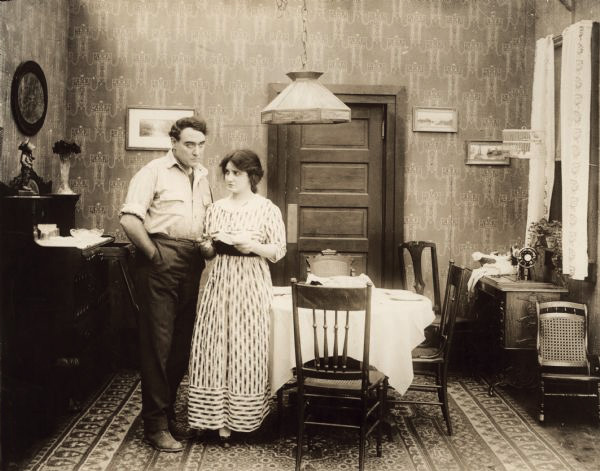
Willard Mack y Clara Williams en The Corner (1916).

## Selección de su filmografía

### Actor
- 1913 : The Battle of Gettysburg

### Director
- 1933 : Broadway to Hollywood
- 1933 : What Price Innocence?

### Guionista
- 1917 : The Highway of Hope
- 1925 : Old Clothes
- 1927 : The Dove
- 1928 : Hangman's House
- 1928 : The Noose
- 1929 : His Glorious Night
- 1929 : Indomptée
- 1929 : Madame X
- 1930 : Si l'empereur savait ça
- 1931 : Sporting Blood
- 1934 : Nana
- 1953 : The Girl Who Had Everything (dramaturgo)

## Teatro
- 1917 : Tiger Rose
- 1926 : The Noose (autor)
- 1926 : Fanny (coautor : David Belasco)
- 1926 : Hangman's House